# Avillers (Vosges)
Pour les articles homonymes, voir Avillers.
Avillers est une commune française située dans le département des Vosges, en région Grand Est.

## Géographie

### Localisation
La commune est à 8,2 km de Mirecourt, 13,1 de Charmes, 34 d’Épinal et 40,5 de Bulgnéville.

### Géologie et relief
Formations affleurantes ou subaffleurantes. Terrains triasiques.
Commune située dans l'aide d'étude du Parc naturel régional des Ballons des Vosges.
Espaces naturels :
- Deux zones naturelles d'intérêt écologique, faunistique et floristique (Znieff) :

Gîtes à chiroptères.
Vergers de Mirecourt.

### Hydrographie et les eaux souterraines
Hydrogéologie et climatologie : Système d’information pour la gestion des eaux souterraines du bassin Rhin-Meuse :
Territoire communal : Occupation du sol (Corinne Land Cover); Cours d'eau (BD Carthage),
Géologie : Carte géologique; Coupes géologiques et techniques,
 Hydrogéologie : Masses d'eau souterraine; BD Lisa; Cartes piézométriques.

#### Réseau hydrographique
La commune est située dans le bassin versant du Rhin au sein du bassin Rhin-Meuse. Elle est drainée par le ruisseau du Xouillon,.

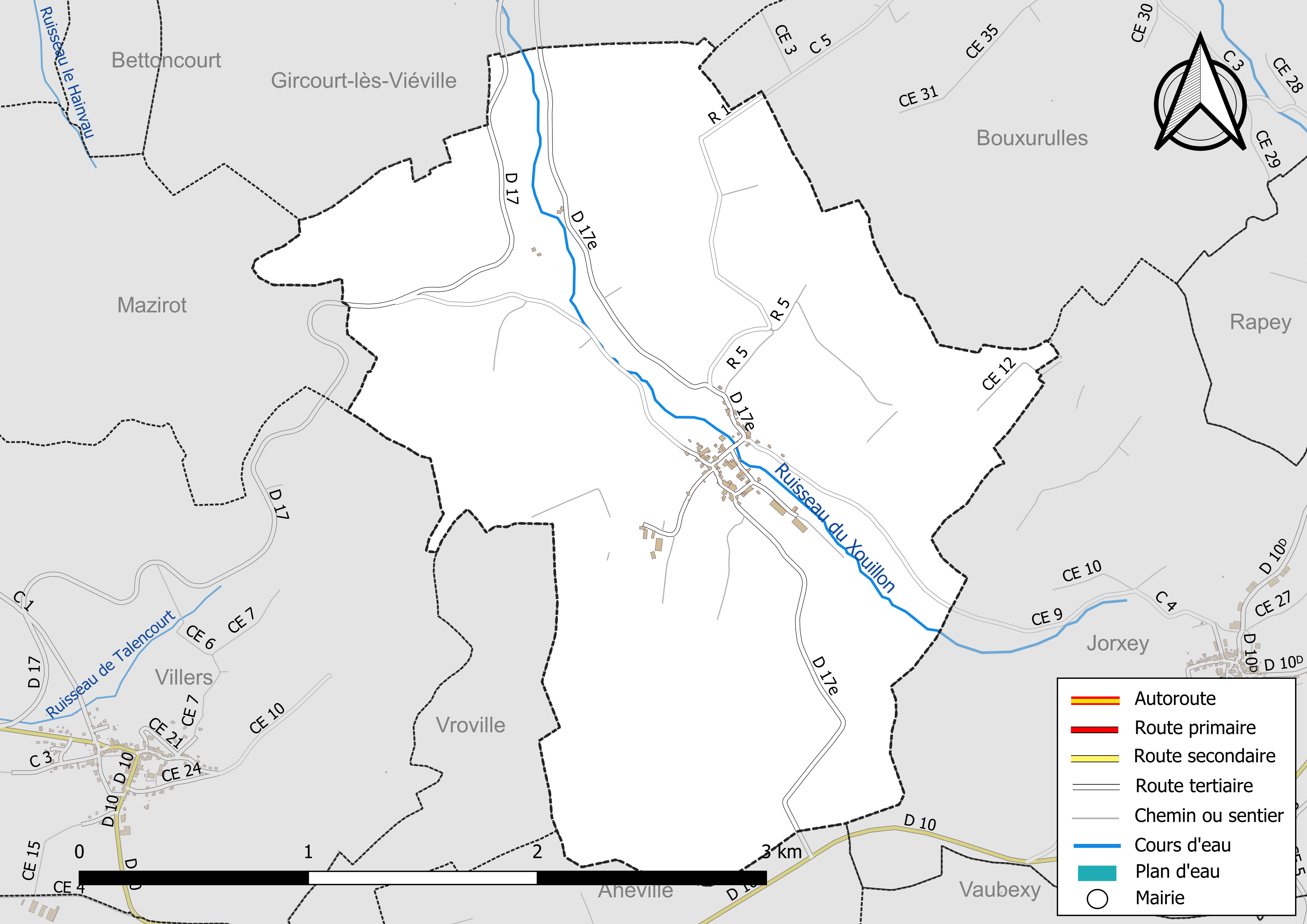
Réseaux hydrographique et routier d'Avillers.

#### Gestion et qualité des eaux
Le territoire communal est couvert par le schéma d'aménagement et de gestion des eaux (SAGE) « Nappe des Grès du Trias Inférieur ». Ce document de planification, dont le territoire comprend le périmètre de la zone de répartition des eaux de la nappe des Grès du trias inférieur (GTI), d'une superficie de 1 497 km2,  est en cours d'élaboration. L’objectif poursuivi est de stabiliser les niveaux piézométriques de la nappe des GTI et atteindre l'équilibre entre les prélèvements et la capacité de recharge de la nappe. Il doit être cohérent avec les objectifs de qualité définis dans les SDAGE Rhin-Meuse et Rhône-Méditerranée. La structure porteuse de l'élaboration et de la mise en œuvre est le conseil départemental des Vosges.
La qualité des eaux de baignade et des cours d’eau peut être consultée sur un site dédié géré par les agences de l’eau et l’Agence française pour la biodiversité.

### Climat
Pour des articles plus généraux, voir Climat du Grand Est et Climat des Vosges.
En 2010, le climat de la commune est de type climat de montagne, selon une étude du Centre national de la recherche scientifique s'appuyant sur une série de données couvrant la période 1971-2000. En 2020, Météo-France publie une typologie des climats de la France métropolitaine dans laquelle la commune est exposée à un climat semi-continental et est dans la région climatique Lorraine, plateau de Langres, Morvan, caractérisée par un hiver rude (1,5 °C), des vents modérés et des brouillards fréquents en automne et hiver.
Pour la période 1971-2000, la température annuelle moyenne est de 9,6 °C, avec une amplitude thermique annuelle de 17,1 °C. Le cumul annuel moyen de précipitations est de 991 mm, avec 12,9 jours de précipitations en janvier et 10,1 jours en juillet. Pour la période 1991-2020, la température moyenne annuelle observée sur la station météorologique de Météo-France la plus proche, « Mirecourt-inra », sur la commune de Mirecourt à 6 km à vol d'oiseau, est de 10,4 °C et le cumul annuel moyen de précipitations est de 824,3 mm. 
La température maximale relevée sur cette station est de 39,5 °C, atteinte le 25 juillet 2019 ; la température minimale est de −19,5 °C, atteinte le 20 décembre 2009,,.
Les paramètres climatiques de la commune ont été estimés pour le milieu du siècle (2041-2070) selon différents scénarios d'émission de gaz à effet de serre à partir des nouvelles projections climatiques de référence DRIAS-2020. Ils sont consultables sur un site dédié publié par Météo-France en novembre 2022.

## Urbanisme

### Typologie
Au 1er janvier 2024, Avillers est catégorisée commune rurale à habitat dispersé, selon la nouvelle grille communale de densité à sept niveaux définie par l'Insee en 2022.
Elle est située hors unité urbaine. Par ailleurs la commune fait partie de l'aire d'attraction de Mirecourt, dont elle est une commune de la couronne,. Cette aire, qui regroupe 33 communes, est catégorisée dans les aires de moins de 50 000 habitants,.

### Occupation des sols
L'occupation des sols de la commune, telle qu'elle ressort de la base de données européenne d’occupation biophysique des sols Corine Land Cover (CLC), est marquée par l'importance des territoires agricoles (77,3 % en 2018), une proportion identique à celle de 1990 (77,3 %). La répartition détaillée en 2018 est la suivante : 
zones agricoles hétérogènes (43,1 %), prairies (34,1 %), forêts (22,6 %), milieux à végétation arbustive et/ou herbacée (0,1 %). L'évolution de l’occupation des sols de la commune et de ses infrastructures peut être observée sur les différentes représentations cartographiques du territoire : la carte de Cassini (XVIIIe siècle), la carte d'état-major (1820-1866) et les cartes ou photos aériennes de l'IGN pour la période actuelle (1950 à aujourd'hui).

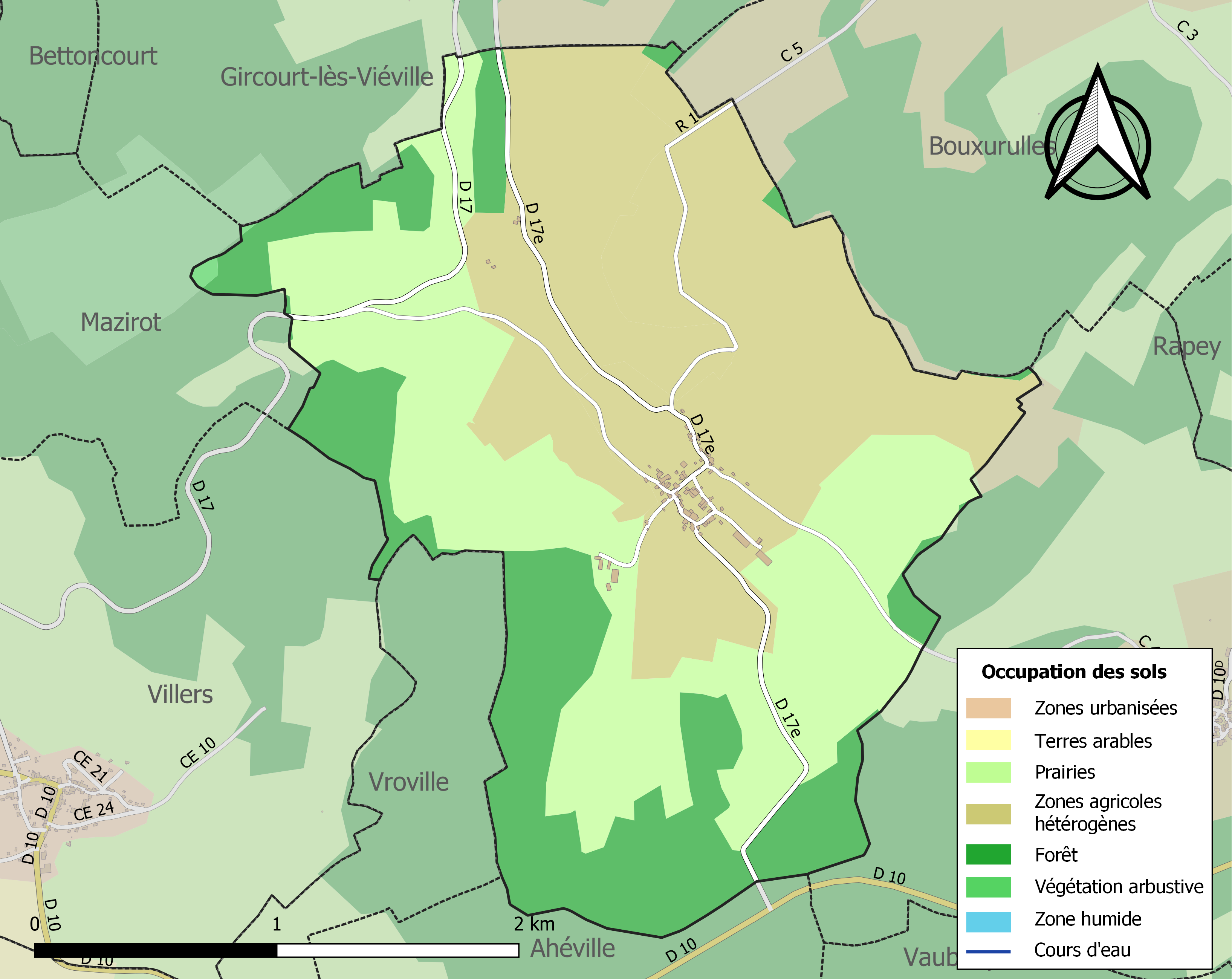
Carte des infrastructures et de l'occupation des sols de la commune en 2018 (CLC).

### Voies de communications et transports

#### Voies routières
- Autoroute A31 (aussi appelée autoroute de Lorraine-Bourgogne) : Sorties Bulgnéville, La Neuveville-sous-Châtenois.

#### Transports en commun

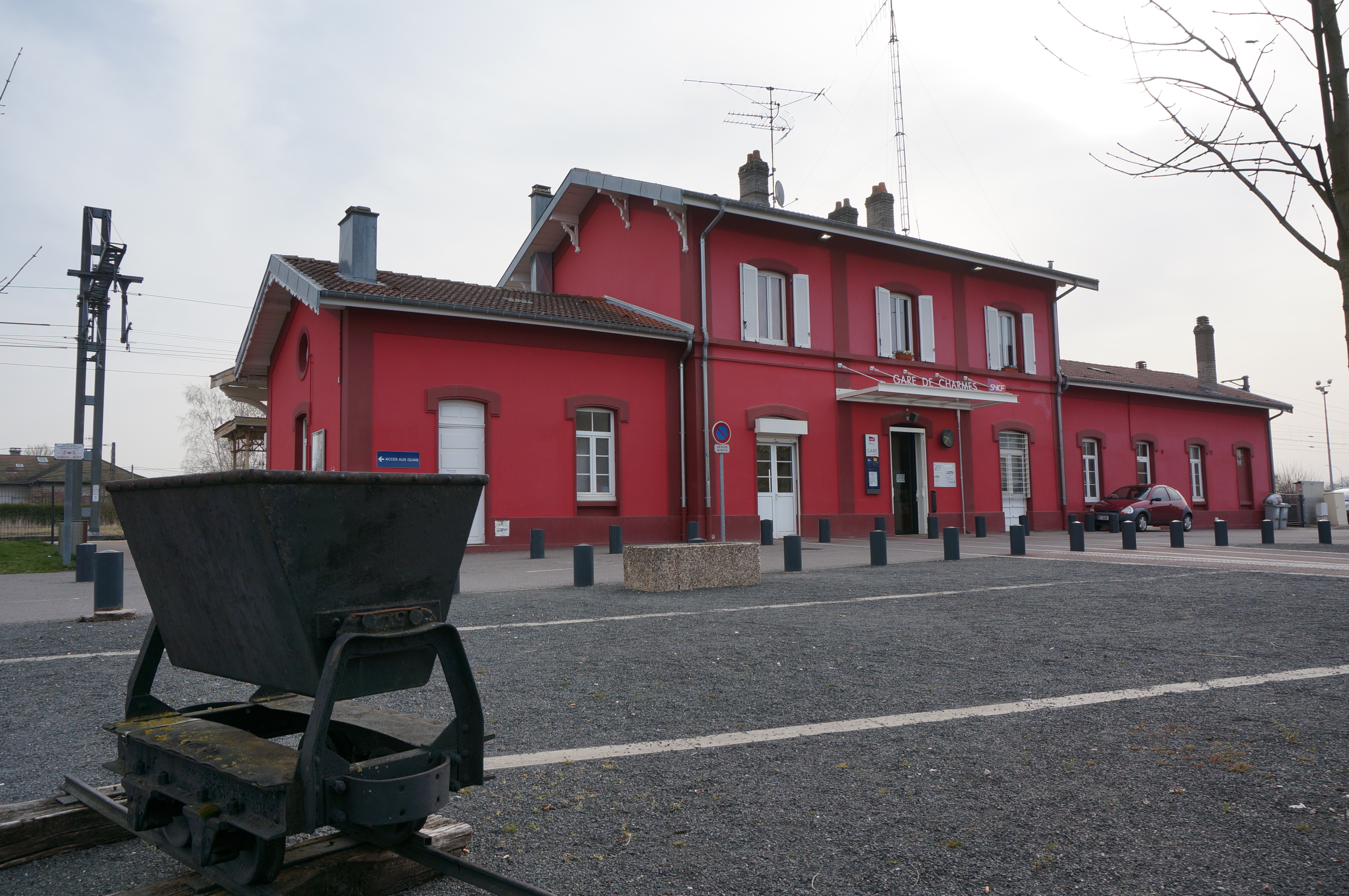
Gare de Charmes.

- Fluo Grand Est.

#### Lignes SNCF
- Gare de Charmes
- Gare de Contrexéville
- Gare de Châtel - Nomexy
- Gare de Thaon

#### Transports aériens
- Aéroport d'Épinal-Mirecourt « Vosges Aéroport ».

À partir de l'été 2021, l’aéroport d’Épinal-Mirecourt devient le pélicandrome de la Zone Est et servira ainsi de base de ravitaillement et d’intervention pour les avions bombardiers d’eau Q Series ou de Havilland Canada DHC-8, aussi connu sous le nom de Dash 8.

## Toponymie
Le nom de la localité est attesté sous les formes W. d’Aviller (1243) ; Auvillers (1295) ; Auviller (XIVe siècle) ; Avilleirs, Avillers (XIVe siècle) ; Auvillers (1656) ; Avilaire (1737) ; Aviller-sous-Rabiémont (1779) ; Aavillaire (XVIIIe siècle) ; Avilliers (an II).

Avillers serait lié au bas latin villare : du vieux haut allemand wīlāri qui signifie « village » du moyen haut allemand wīler « petit village, ferme » avec l'article préposition au.
Avillers (Vosges)

## Histoire
Une équipe de chercheurs néerlandais a réalisé des découvertes paléontologiques en mettant à jour en 2024 des espèces fossiles de près de 210 millions d'années dans l’ancienne carrière de sable.
En 1310, les commanderies de Doncourt et d'Avillers furent unies à celle de Marbotte, sous la direction d'un seul et unique commandeur, qui avait le droit de haute, moyenne et basse justice sur tous les domaines templiers et sur les villages de Marbotte, Doncourt et Avillers.
Avillers appartenait au bailliage de Darney. Au spirituel, une partie de la localité dépendait de la paroisse de Jorxey, l’autre partie de Rabiémont.
De 1790 à l’an IX, Avillers a fait partie du Canton de Mirecourt. Aujourd’hui, cette commune appartient au Canton de Charmes.

## Politique et administration

### Découpage territorial
Par arrêté préfectoral du 15 septembre 2023, la commune est retirée le 1er janvier 2024 de l'arrondissement d'Épinal et rattachée à l'arrondissement de Neufchâteau.

### Liste des maires
| Période                                  | Période                   | Identité                                             | Étiquette | Qualité     |
| ---------------------------------------- | ------------------------- | ---------------------------------------------------- | --------- | ----------- |
| Les données manquantes sont à compléter. |                           |                                                      |           |             |
| mars 1983                                | juin 1995                 | Bernard Drouot (1946-2017)                           |           |             |
| juin 1995                                | mars 2001                 | Jean-Marie Olivier                                   |           |             |
| mars 2001                                | En cours (au 25 mai 2020) | Denis Bastien (°1968) Réélu pour le mandat 2020-2026 | DVD       | Agriculteur |

### Budget et fiscalité 2022

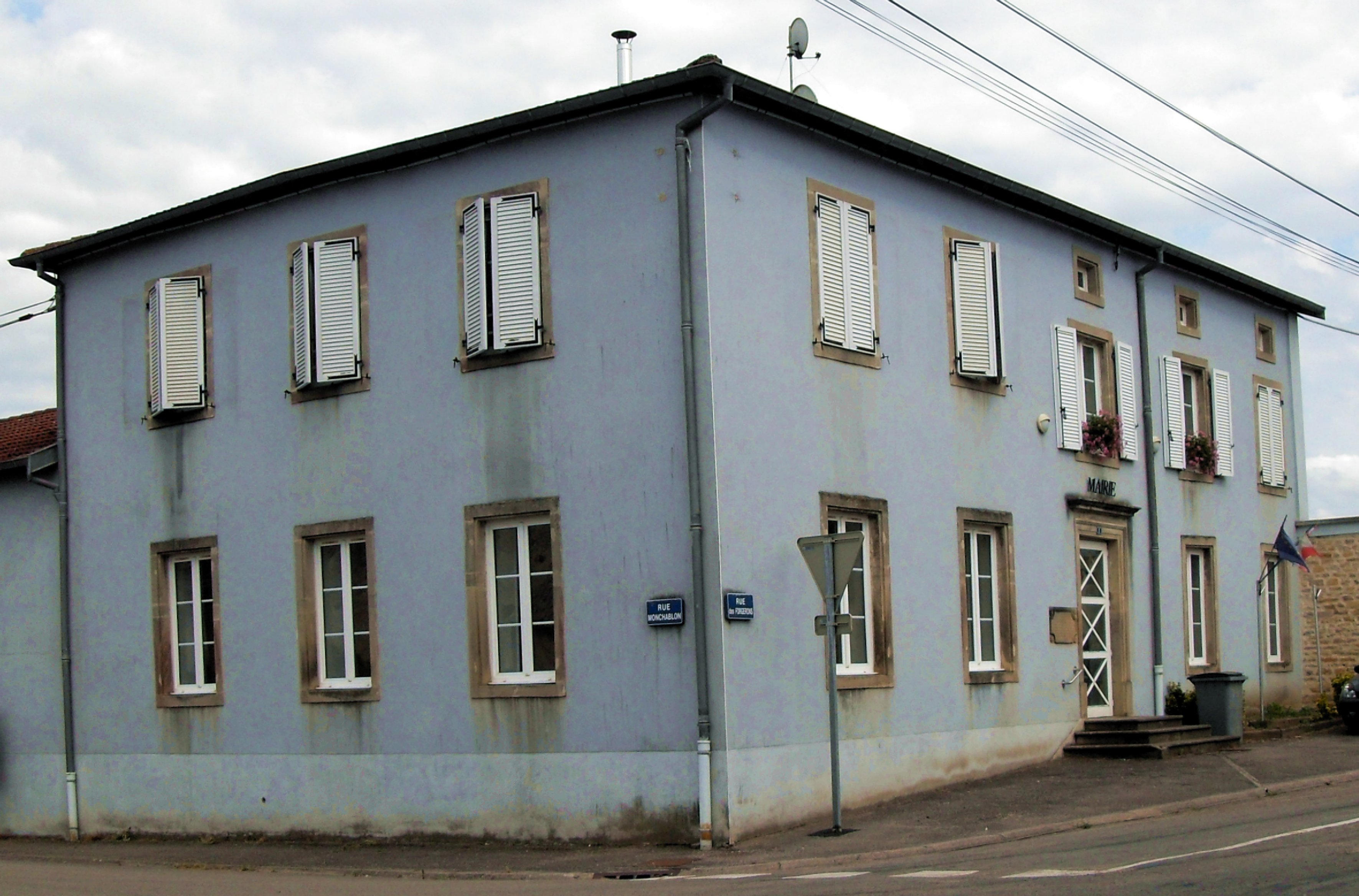
La mairie-école.

En 2022, le budget de la commune était constitué ainsi :
- total des produits de fonctionnement : 203 000 €, soit 2 441 € par habitant ;
- total des charges de fonctionnement : 97 000 €, soit 1 167 € par habitant ;
- total des ressources d'investissement : 209 000 €, soit 2 515 € par habitant ;
- total des emplois d'investissement : 98 000 €, soit 1 177 € par habitant ;
- endettement : 56 000 €, soit 671 € par habitant.

Avec les taux de fiscalité suivants :
- taxe d'habitation : 17,80 % ;
- taxe foncière sur les propriétés bâties : 36,77 % ;
- taxe foncière sur les propriétés non bâties : 29,52 % ;
- taxe additionnelle à la taxe foncière sur les propriétés non bâties : 0,00 % ;
- cotisation foncière des entreprises : 0,00 %.

Chiffres clés Revenus et pauvreté des ménages en 2021 : médiane en 2021 du revenu disponible, par unité de consommation.

## Population et société

### Démographie

#### Évolution démographique
Les habitants sont nommés les Avillerois et les habitantes les Avilleroises.
L'évolution du nombre d'habitants est connue à travers les recensements de la population effectués dans la commune depuis 1793. Pour les communes de moins de 10 000 habitants, une enquête de recensement portant sur toute la population est réalisée tous les cinq ans, les populations de référence des années intermédiaires étant quant à elles estimées par interpolation ou extrapolation. Pour la commune, le premier recensement exhaustif entrant dans le cadre du nouveau dispositif a été réalisé en 2006.

En 2022, la commune comptait 87 habitants, en évolution de +1,16 % par rapport à 2016 (Vosges : −2,96 %, France hors Mayotte : +2,11 %).
| 1793 | 1800 | 1806 | 1821 | 1831 | 1836 | 1841 | 1846 | 1856 |
| ---- | ---- | ---- | ---- | ---- | ---- | ---- | ---- | ---- |
| 275  | 304  | 330  | 351  | 476  | 455  | 456  | 416  | 392  |

| 1861 | 1866 | 1876 | 1881 | 1886 | 1891 | 1896 | 1901 | 1906 |
| ---- | ---- | ---- | ---- | ---- | ---- | ---- | ---- | ---- |
| 391  | 377  | 337  | 335  | 315  | 302  | 284  | 271  | 252  |

| 1911 | 1921 | 1926 | 1931 | 1936 | 1946 | 1954 | 1962 | 1968 |
| ---- | ---- | ---- | ---- | ---- | ---- | ---- | ---- | ---- |
| 236  | 135  | 130  | 106  | 107  | 97   | 92   | 89   | 77   |

| 1975 | 1982 | 1990 | 1999 | 2006 | 2011 | 2016 | 2021 | 2022 |
| ---- | ---- | ---- | ---- | ---- | ---- | ---- | ---- | ---- |
| 66   | 62   | 78   | 88   | 87   | 93   | 86   | 85   | 87   |

### Enseignement
Établissements d'enseignements :
- Écoles maternelles et primaires à Savigny, Mirecourt, Poussay, Mattaincourt, Brantigny.
- Collèges à Mirecourt, Charmes, Dompaire, Châtel-sur-Moselle, Thaon-les-Vosges.
- Lycées à Mirecourt, Thaon-les-Vosges, Harol, Épinal.

### Santé
Professionnels et établissements de santé :
- Médecins à Mirecourt, Mattaincourt, Charmes, Vincey, Dompaire, Diarville.
- Pharmacies à Mirecourt, Mattaincourt, Charmes, Vincey, Portieux, Dompaire.
- Hôpitaux à Mirecourt, Mattaincourt, Charmes, Châtel-sur-Moselle, Ville-sur-Illon.

### Cultes
- Culte catholique, Paroisse Saint-Nicolas-du-Haut-du-Mont[37], Diocèse de Saint-Dié.

## Économie

### Entreprises et commerces

#### Agriculture
- Élevage de vaches laitières.
- Élevage d'autres bovins et de buffles.
- Exploitation forestière.

#### Tourisme
- Hébergements et restauration à Rugney, Mirecourt, Vincey, Rouvres-en-Xaintoix, Épinal.

#### Commerces
- Commerces et services de proximité.

## Culture locale et patrimoine

### Lieux et monuments
- Église Saint-Dominique, édifiée aux alentours du XVIe siècle sous la direction de l'architecte Dominique L’Hote[38],[39].

Statue Vierge de Pitié.
* Haut-relief représentant la Pietà XVIe siècle.
* Plaque commémorative 1914-1918 dans l'église,.
- Croix-calvaire (XVe et XVIe siècles) placée contre le mur nord de l'église[44].
- Les fermes, maisons d'ouvrier et maisons de la commune recensées par le service régional de l'Inventaire général du patrimoine culturel[45].

### Personnalités liées à la commune
- Xavier Alphonse Monchablon (1835-1907), peintre.

### Héraldique
| Blason à dessiner | Blason  | D'azur à deux épis de blé courbés d'or, les tiges passées en sautoir en pointe, enfermant une grappe de raisin tigée et feuillée du même; au chef d'or chargé d'une ombre de dessin d'un papillon, modèle de dentelle, accosté de deux fuseaux de dentellière de gueules celui de dextre posé en bande, celui de senestre en barre. |
| Blason à dessiner | Détails | Le statut officiel du blason reste à déterminer. |

## Pour approfondir